# Makrokylindrus spinifer
Makrokylindrus spinifer är en kräftdjursart som beskrevs av Francis Day 1980. Makrokylindrus spinifer ingår i släktet Makrokylindrus och familjen Diastylidae. Inga underarter finns listade i Catalogue of Life.